# Der Zerrissene
Der Zerrissene ist eine Posse mit Gesang in drei Akten von Johann Nestroy. Das Stück wurde am 9. April 1844 im Theater an der Wien als Benefizvorstellung für Nestroy uraufgeführt.

## Inhalt
Im Gartenpavillon des Herrn von Lips findet ein Fest mit großer Gesellschaft statt. Gluthammer ist auf dem Balkon mit der Anbringung eines Geländers beschäftigt, soll jedoch wegen des Lärms damit aufhören. Kathi, das Patenkind von Lips und eine Verwandte seines Freundes Krautkopf, kommt, um eine Schuld der verstorbenen Mutter zu bezahlen. Gluthammer berichtet von seinem Unglück: Am Tag vor seiner Hochzeit hat er seine Braut, Mathilde, verloren, seither fehlt ihm jede Spur von ihr und er glaubt an eine Entführung.
„[…] ich war Strohwittiber, bin Strohwittiber geblieben, und das Stroh bring ich auf der Welt nicht mehr aus'n Kopf.“ (I. Act, 3. Scene)
Lips bezeichnet sich selbst in einem Monolog als „Zerrissenen“: Trotz oder gerade wegen seines Reichtums hat er keine Freude am Leben; er ist gelangweilt, mit Geld allen Schwierigkeiten – und Abenteuern – aus dem Weg gehen zu können. Aber ohne Geld will er auch nicht leben:
„Armut ist ohne Zweifel das Schrecklichste, mir dürft' einer 10 Millionen hinlegen und sagen, ich soll arm sein dafür, ich nehmet's nicht.“ (I. Act, 5. Scene)
Im Gespräch mit seinen drei „Freunden“, Stifler, Sporner und Wixer, beschließt Lips, etwas ganz Verrücktes zu tun: Er will die erstbeste Frau, der er begegnet, heiraten. Dies ist die verwitwete Frau von Schleyer, die frühere Mathilde Flinck, der er einen Antrag macht. Gluthammer glaubt seine „entführte“ Braut Mathilde in der Gewalt des Herrn von Lips. Er rangelt wutentbrannt mit Lips und stürzt gemeinsam mit ihm vom Balkon hinab ins Wasser. Beide werden für tot gehalten.
Lips, der überlebt hat, flüchtet sich zum Hof des Pächters Krautkopf, wo ihn Kathi freudig erkennt. Er will zur Tarnung als Knecht in dessen Dienst treten, was Krautkopf nur ungern tut.
Aber auch Gluthammer ist nicht ertrunken, hält sich seinerseits für den Mörder von Lips und flüchtet sich ebenfalls zu seinem Freund Krautkopf. Dieser versteckt ihn vor der vermeintlichen Verfolgung auf seinem Pachthof.
Gluthammer: „Man hat einen Preis auf meinen Kopf gesetzt.“
Krautkopf: „Ah, 's G'richt wirft 's Geld nicht so hinaus.“ (II. Act, 5. Scene)
Kathi versorgt Lips liebevoll, Krautkopf Gluthammer eher unwillig. Stifler, Sporner und Wixer, die im Testament des Herrn von Lips als Erben eingesetzt sind, besichtigen ihre neuen Besitztümer. Alle äußern sich verächtlich über den vermeintlich verstorbenen „Freund“; dies hört auch der verkleidete Lips. Während alle den Hof besichtigen, versieht Lips sein herumliegendes Testament mit einer auf den Tag vor seinem Verschwinden datierten Änderung und setzt Kathi als Alleinerbin ein.

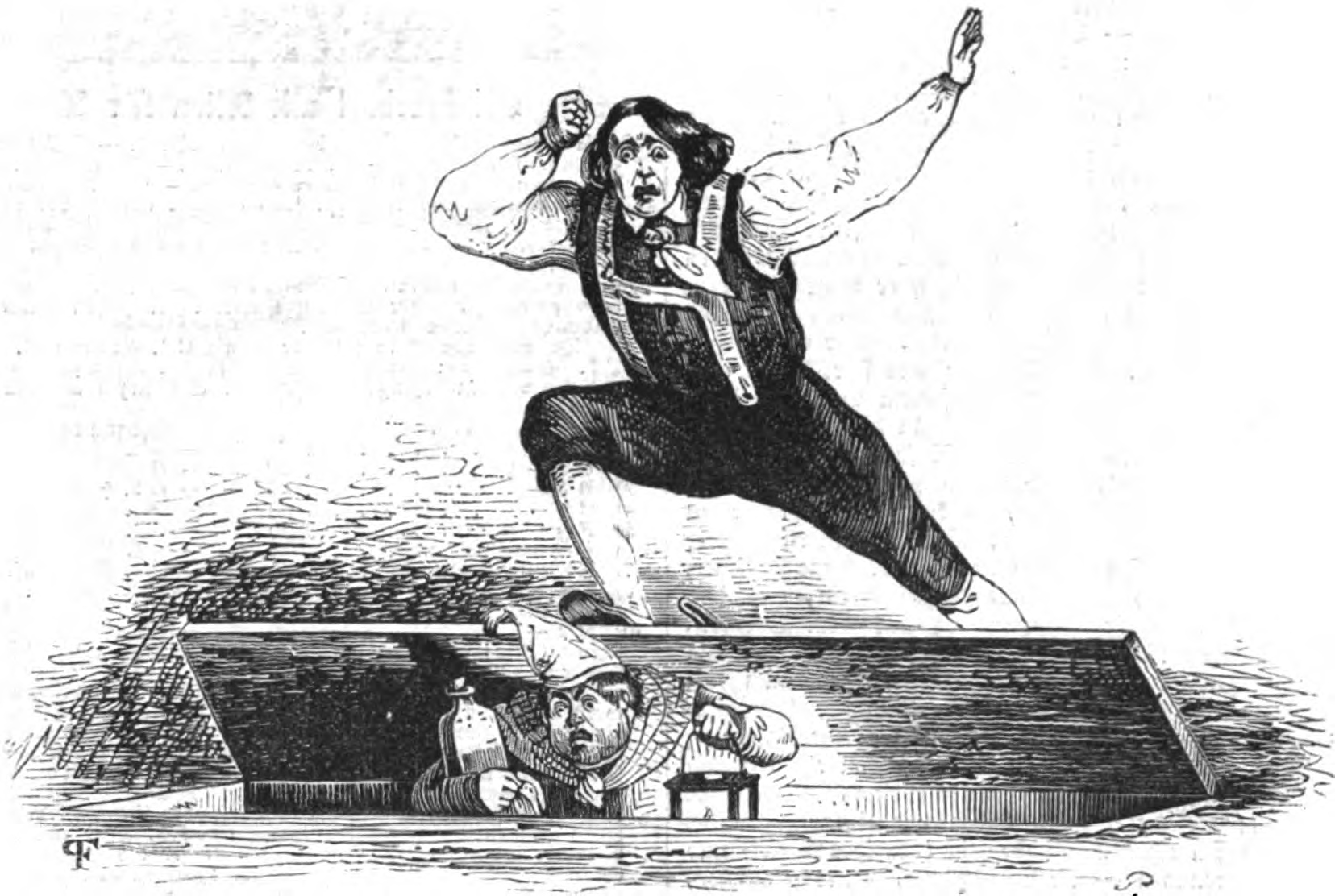
Szene aus dem 3. Akt

Sogleich beginnt das Buhlen aller Anwesenden um die Hand der plötzlich guten Partie. Kathi will unter vier Augen Lips gerade ihre Zuneigung gestehen, als die drei Enterbten herbeitreten. Lips gibt sich als lebendig zu erkennen, wird nun aber als Mörder Gluthammers angesehen und eingesperrt. Auf der Suche nach einer Fluchtmöglichkeit trifft er unter einer Luke im Boden auf das Kellerversteck des Schlossers. Die beiden, die einander ja tot wähnen, begegnen voller Schrecken dem vermeintlichen Geist.
Erst Krautkopf bringt Klarheit in die Situation, also gibt es weder Mörder noch Ermordete. Die drei „Freunde“ beginnen gleich wieder, sich bei von Lips einzuschmeicheln, werden aber davongejagt. Lips versöhnt sich mit Gluthammer, gibt ihm ein Kapital und auch den Segen zur Verbindung mit Mathilde, was dieser dankend ausschlägt. Mit einer Umarmung zwischen Kathi und Lips und dem Eingeständnis beiderseitiger Liebe schließt das Stück.
„Und in mir is eine Kathilieb' erwacht. Jetzt seh ich erst, dass ich nicht bloß in der Einbildung, dass ich wirklich ein Zerrissener war, die ganze ehliche Hälfte hat mir g'fehlt; […]“ (III. Act, 11. Scene)

## Werksgeschichte
Der Stoff stammt aus der französischen comédie-vaudeville L'homme blasé (Der gelangweilte Mann) von Félix-Auguste Duvert und Augustin-Théodore de Lauzanne, die am 18. November 1843 im Théâtre du Vaudeville von Paris uraufgeführt wurde. Die Zeitschrift Der Wanderer schrieb in ihrer Ausgabe vom 9. Dezember 1843 (Nr. 293, S. 1172, Titel: Revue der Pariser Theater) eine genaue Inhaltsangabe, an der sich Nestroy vermutlich orientierte. Am Abend vor der Premiere des „Zerrissenen“ hatte die deutsche Bearbeitung in Wien Premiere, verschwand aber – anders als die Nestroy-Umsetzung – nach wenigen Aufführungen wieder vom Spielplan. Am gleichen Tag war die Uraufführung von Joseph Kupelwiesers Übersetzung im Theater in der Josefstadt zu sehen, unter dem Titel: Überdruß aus Überfluß oder Der gespenstige Schlosser. Darüber schrieb Das Österreichische Morgenblatt am 13. April 1844 (Nr. 45, S. 179 f.):
[…] wenn bei einer solchen Beeilung, sage ich, Hr. Kupelwieser strickte sein Object mit allen Mängeln und Unwahrscheinlichkeiten in das Deutsche hineinspediert, […]
Kupelwiesers Stück erlebte nur wenige schwach besuchte Aufführungen, während Nestroys Zerrissener allein 1844 über 50-mal gespielt wurde.
Als im Mai das Interesse der Wiener Besucher etwas nachließ, ging Nestroy wieder einmal auf seine Sommer-Tournee nach Prag, Leipzig, Berlin und Frankfurt an der Oder, wo der Zerrissene mit großem Erfolg aufgeführt wurde.
Ein Originalmanuskript von Nestroy mit teils eigenhändigen, teils von fremder Hand geschriebenen Korrekturen befindet sich in der Handschriftensammlung der Wienbibliothek im Rathaus. Das Manuskript trägt oben rechts den Vermerk: Original Manuskript von Johann Nestroy beglaubigt von Peter Sturmbusch. Verwalter des literarischen Nachlasses von Nestroy.
Johann Nestroy spielte den Herrn von Lips, Wenzel Scholz den Schlosser Gluthammer, Alois Grois den Pächter Krautkopf, Friedrich Hopp den Justiziär Staubmann, Ignaz Stahl den Stifler.
Nestroy's Leistung war der Sieg des guten Humors, denn er wußte ihn auf das ganze Publikum zu übertragen. Ebenso ergötzlich war Hr. Scholz, der die Rolle des Schlossers zu denen zählen darf, die seiner Individualität am meisten zusagen.

## Handelnde Personen
| L'homme blasé | Der Zerrissene |
| --- | --- |
| Pierre Pouce Nantouillet räsoniert im Monolog über seinen Lebensüberdruss, ist voller tristesse (Traurigkeit), abgestumpft und genussmüde; er fühlt seinen Puls erst in der Erregung des Kampfes schlagen | Herr von Lips wird durch seine Bedienten und im Gespräch mit seinen falschen Freunden charakterisiert, er ist gelangweilt und voll Selbstmitleid; auch seine Gemütsregungen analysiert er nahezu als Außenstehender |
| Monsieur Ravinard, auf der Bühne der Mittelpunkt des Geschehens, betont stets seine rage (Wut), als Widerpart zum gelangweilten Monsieur Nantouillet                                                      | Gluthammer ist die eigentliche humoristische Zentralfigur durch seinen Zorn und der verblendeten Verliebtheit in „seine“ Mathilde, sowie durch seine floskelhafte, berufsbezogene Redeweise                         |
| Louise ist die uneigennützig Helfende und unbewusst Liebende, eine reine Naive, kindhaft und lieblich; im Laufe der Handlung wird sie immer mehr zur selbstbewussten künftigen Hausherrin                 | Kathi ist von ähnlichem Charakter, außerdem gemütvoll und ausgeglichen, das typische „süße Mädel“ Wienerischer Art, das eher geleitet wird, als selbst zu führen                                                    |
| Madame de Canaries besteht nur aus Geldgier, Eigennutz und Raffinesse, sie ist kokett, eitel, mannstoll und karrieresüchtig                                                                               | Madame Schleyer ist derselbe Typus, allein ihr Streben beschränkt sich auf die „gute Partie“ mit Herrn von Lips |
| Remy ist ein gutmütiger Bauer, der Nantouillet wie auch Ravinard versorgt und versteckt | Krautkopf wird durch Gluthammers Pochen auf Freundschaftsdienste immer widerborstiger dem Freund gegenüber; Herrn von Lips nimmt er nur auf Drängen von Kathi als Knecht in seinen Dienst                           |
| Die Freunde sind hier zwei deutlich charakterisierte Personen – der komische Alte und der junge Galan, beide gleich in ihrer Verachtung Nantouillets und bereit, für die reiche Erbschaft alles zu tun    | Die Freunde sind drei fast chorhaft auftretende, trotz gewisser kleiner Eigenheiten nicht sehr unterschiedlich gezeichnete Typen; sie gleichen Nantouillets Freunden in deren Charakterlosigkeit                    |

## Zeitgenössische Rezeption
Sehr freundlich fiel auch die Kritik für Nestroys Werk in Adolf Bäuerles Wiener Theaterzeitung aus, wo am 11. April zu lesen war:
Auch dieses Stück hat neuerdings in allen Theilen reüssiert und ist ganz geeignet mit dem „Talismann“ und dem „Jux“ auf eine Stufe gestellt zu werden, wenn es nicht, was den ersten Act betrifft, noch über diese erst genannten zu setzen ist.
Der Humorist, wie so häufig Nestroy gegenüber eher kritisch, verpackte in viel Lob dennoch einige skeptische Bemerkungen:
Ja, Hr. Nestroy scheint es sich in letzter Zeit mehr zur Aufgabe gemacht zu haben, ein unterhaltendes als ein gutes, ein spaßstrotzendes denn ein gehaltvolles Stück zu liefern, […]
Diese Kritik reiht sich in einige zeitgenössische Artikel ein, die befürchteten, Nestroy verfalle der Schwankproduktion zu Ungunsten der „soliden Volksdichtung“. Dagegen wurde wesentlich häufiger sein Werk trotz der eher inhaltlosen französischen Vorlage als das beste Localstück der heurigen Wintersaison gelobt.

## Spätere Interpretationen
Egon Friedell meinte zu diesem Stück 1922:
Eine lebensgefährlichere Parodie auf den Byronismus als der „Zerrissene“ ist nie geschrieben worden, und dieser Kampf gegen die Mode der Sentimentalität war ungleich schlagender als der seines berühmten Zeitgenossen Heine.
Bei Franz H. Mautner ist zu lesen, dass dieses Werk „mehr eine witzige Charakterstudie mit burlesken Zügen als eine Satire auf den ‚Weltschmerz‘ dieser Zeit“ (Zitat) sei, anders als in der Novelle Die Zerrissenen (1832) von Alexander von Ungern-Sternberg, der genau dies thematisiert habe. Lips sei blasiert, weil es ihm einfach zu gut gehe, durch tödliche Furcht und menschliche Güte werde er kuriert. Seine resignierende Ironie beschränke sich allein auf seine nähere Umgebung und stoße nie aus diesem Kreis hinaus – anders als die des Titus Feuerfuchs im Talisman. Diese Ironie drücke sich bei Lips im versteckten Doppelsinn seiner Sprache aus, die deshalb nur vom über die wahre Sachlage informierten Publikum und auf der Bühne von ihm selbst und Kathi richtig verstanden werde.